# Li Daimo
Li Daimo (Chino: 李 代 沫, pinyin: Lǐ Daimo nacido el 9 de mayo de 1988 en Qiqihar, Heilongjiang), también conocido Demon Li, es un cantante chino que saltó a la fama después de ser descubierto durante un concurso de canto llamado "The Voice of China", en la primera temporada.
Desde su infancia, empezó a cantar y asistió a un Conservatorio de Música llamado "Shenyang". Él tenía un sobrepeso, mientras que era estudiante de la universidad, pero logra ingresar a "The Voice of China", a través de una dieta estricta. En el 2012, Li participó en la primera temporada de este concurso de canto, interpretando su primera canción titulada "You Exist in My Song" (我 的 歌声 里). Fue seleccionado para formar parte de un equipo de mentores como Liu Huan.  Desde entonces, ha lanzado 2 álbumes en solitario titulados "My Voice" y "Sensitive".
En julio del 2013, Li se declaró homosexual y obtuvo un gran apoyo abrumador por los internautas en el sitio de microblogging de China, llamado Sina Weibo. 
El 17 de marzo de 2014, Li fue arrestado por la policía de Beijing, debido al consumo de drogas. El 27 de mayo de 2014, el tribunal consideró a Li culpable y lo condenó por nueve meses de prisión, con una multa de 2.000 yuanes. Fue liberado de la cárcel en diciembre del 2014, tras cumplir siete meses de prisión, antes de su sentencia original de nueve meses, debido a su buen comportamiento. 

## Discografía
Álbumes de estudio:
- "My Voice" (2013)[1]
- "Sensitive" (2013)[2]